# Hips Don't Lie
«Hips Don't Lie» (укр. «Стегна не брешуть») — другий сингл колумбійської співачки Шакіри з альбому «Oral Fixation Vol. 2», який вона виконала з Вайклефом Жаном, випущений у 2006 році лейблом Epic. Пісня ставитися до жанру Latin Pop та реггетон. «Hips Don't Lie» отримав світовий успіх, і зібрав приблизно 13 мільйонів завантажень до 2017 року, що робить його одним із найбільш продаваних синглів усіх часів. у 2018 році National Public Radio назвало пісню однією з найкращих жіночих пісень 21 століття.

## Відеокліп
Кліп спродюсований британським режисером Софі Мюллером та знятий у Лос-Анджелесі, Каліфорнія, США. Відеокліп починається тим, що Шакіра танцює на чорному фоні, а Вайклеф з парою інших хлопців дивляться на неї. Вайклеф починає читати реп, співачка в той час з'являється серед рожевих штор. Співаючи другий куплет, Шакіра сидить на стільці. Потім в іншому одязі виходить на імпровізовану сцену, утворену колом людей. Поперемінно також показуються сцени, де Шакіра з іншими жінками танцює в білому одязі.

## Нагороди
- Grammy Awards за найкраще поп-виконання — номінація.
- 33rd People's Choice Awards за улюблену композицію — перемога.
- MTV Video Music Award за найкращу хореографію — перемога.
- MTV Latin America Video Music Award за пісню року — перемога.
- Z100 — пісня № 1 року.
- Billboard Latin Music Awards пісня року.
- The Record of the Year — номінація.

## Список композицій
| CD-сингл: 1. «Hips Don't Lie» (з Вайклефом Жаном) [Жан, Даплессіс, Шакіра, Паркер, Альфанно] — 3:41 2. «Dreams for Plans» [Шакіра, Баклі] — 4:02 3. «Hips Don't Lie» (з Вайклефом Жаном) (ремікс Вайклефа Mixshow) — 4:09 Maxi CD single: 1. «Hips Don't Lie» (з Вайклефом Жаном) — 3:41 2. «Hips Don't Lie» (Вайклеф ремікс) (з Вайклефом Жаном) — 3:59 3. «Hips Don't Lie» (Wyclef Mix Show Mix) (з Вайклефом Жаном) — 4:09 4. «Hips Don't Lie» (Wyclef Remix Instrumental) (з Вайклефом Жаном) — 3:57 5. «Hips Don't Lie» (Bamboo 2006 FIFA World Cup Version) — 3:24 6. «Hips Don't Lie» (Spanish Version) — 3:35 | Japanese release: 1. «Hips Don't Lie» (з Вайклефом Жаном) — 3:41 2. «Hips Don't Lie» (Bamboo — 2006 FIFA World Cup Mix) (з Вайклефом Жаном) 3. «Las Caderas No Mienten» (іспанська версія) (з Вайклефом Жаном) — 3:41 4. «Hips Don't Lie» (DJ Kazzanova Remix) (з Вайклефом Жаном) Ringle: 1. «Hips Don't Lie» (з Вайклефом Жаном) — 3:41 2. «Hips Don't Lie» (з Вайклефом Жаном) (ремікс Вайклефа Mixshow) — 4:09 3. «Hips Don't Lie» (іспанська версія) (з Вайклефом Жаном) — 3:41 (Цей CD продається з кодом для вільного завантаження рингтону) |

## Чарти
| Чарт (2006)                         | Найвища позиція |
| ----------------------------------- | --------------- |
| Австралія (ARIA)                    | 1               |
| Австрія (Ö3 Austria Top 75)         | 2               |
| Бельгія (Ultratop Flanders)         | 1               |
| Бельгія (Ultratop Wallonia)         | 1               |
| Канада (Canadian Hot 100)           | 2               |
| Чехія (IFPI)                        | 1               |
| Данія (Tracklisten)                 | 4               |
| Нідерланди (Mega Single Top 100)    | 1               |
| Європа (European Hot 100 Singles)   | 1               |
| Фінляндія (Suomen virallinen lista) | 2               |
| Франція (SNEP)                      | 1               |
| Німеччина (Media Control AG)        | 1               |
| Угорщина (Rádiós Top 40)            | 1               |
| Угорщина (Dance Top 40)             | 2               |
| Угорщина (Single Top 40)            | 2               |
| Ірландія (IRMA)                     | 1               |
| Італія (FIMI)                       | 1               |
| Японія (Japan Hot 100)              | 1               |
| Нова Зеландія (RIANZ)               | 1               |
| Норвегія (VG-lista)                 | 2               |
| Румунія (UPFR)                      | 1               |
| Словаччина (IFPI)                   | 8               |
| Швеція (Sverigetopplistan)          | 6               |
| Швейцарія (Media Control AG)        | 1               |
| Велика Британія (UK Singles Chart)  | 1               |
| США (Billboard Hot 100)             | 1               |
| США (Digital Songs) (Billboard)     | 1               |
| США (Hot Latin Songs) (Billboard)   | 1               |